# Daniel Chodowiecki

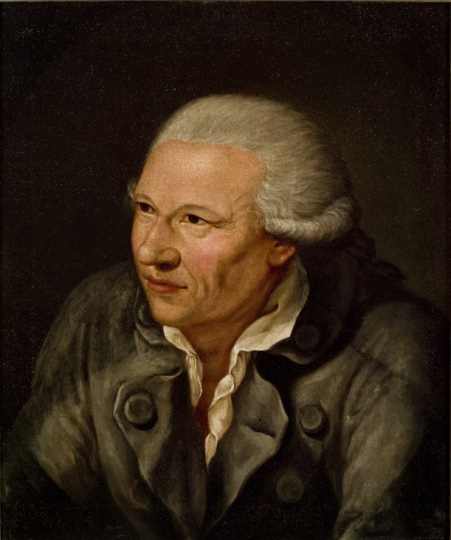
Ferdinand Collmann: Daniel Nikolaus Chodowiecki, nach Johann Christoph Frisch (1790)

Daniel Nikolaus Chodowiecki (polnisch [/xɔdɔˈvjɛtski/]; * 16. Oktober 1726 in Danzig; † 7. Februar 1801 in Berlin) war ein Kupferstecher, Grafiker und Illustrator des 18. Jahrhunderts. Zu seinen Vorfahren zählen Polen und Hugenotten.

## Leben
Chodowieckis Vater, der Getreidegroßhändler Gottfried Chodowiecki, entstammte einer ursprünglich adligen, reformierten Familie, die um 1550 aus Großpolen nach Danzig gezogen war. Seine Mutter Marie Henriette Ayrer war eine Schweizerin hugenottischer Abstammung. Sein Großvater Christian, geboren 1655, war ebenfalls Kaufmann in Danzig. Der Miniaturmaler Gottfried Chodowiecki (1726–1781) war sein Bruder. Nach dem Tod seines Vaters 1740 begann Chodowiecki eine kaufmännische Lehre.

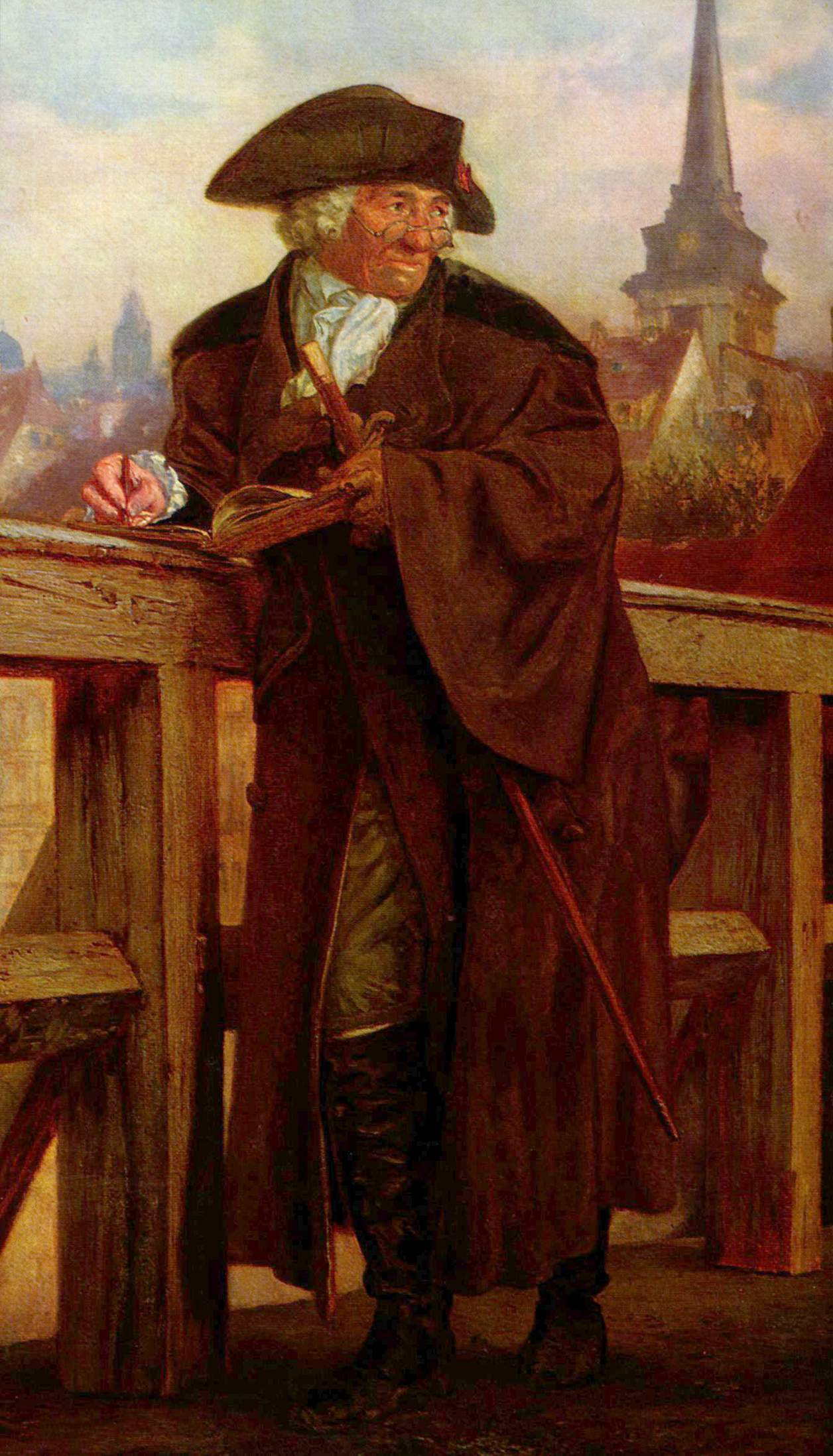
Adolph Menzel: Chodowiecki auf der Jannowitzbrücke, postumes Porträt, 1859

Der Vater dilettierte als Miniaturmaler. Nach dessen Tod begann Chodowiecki eine Lehre in einer Spezereihandlung. Im Jahr 1743 ging zu seinem Onkel Antoine Ayrer, der in Berlin ein Geschäft für Quincaillerie betrieb und bei dem bereits sein Bruder Gottfried arbeitete. Chodowiecki zeichnete und entwarf dort Modeschmuck. Ayrer und dessen Ehefrau Justine, seine erste Zeichenlehrerin, sorgten für eine künstlerische Ausbildung und ließen ihre Neffen Daniel und Gottfried vom Augsburger Johann Jakob Haid in der Emailmalerei unterrichten. Ab 1754 machten sich die Brüder Chodowiecki als Miniatur- und Emailmaler selbstständig. In dieser Zeit war Chodowiecki Schüler der Künstler Bernhard Rode und Johann Wilhelm Meil.
Bereits ein Jahr später heiratete Chodowiecki in Berlin Johanna Marie oder Jeanne (1728–1785), die Tochter des hugenottischen Seidenstickers Jean Barez aus Amsterdam. Diese Heirat band Chodowiecki in die Französische Gemeinde ein, in der er sich engagierte. Das Paar hatte sechs Töchter und drei Söhne. Wilhelm Chodowiecki wurde Maler und Kupferstecher, Henri Isaac († 1831) wurde 1805 im Alter von 37 Jahren Pastor an der französisch-reformierten Kirche in Potsdam. Susanne Henry wurde Malerin.
1757 entstanden erste Radierungen und Ölgemälde. Nach intensiveren Naturstudien in Rötel und Bleistift unterbrach Chodowiecki jedoch seine druckgraphische Arbeit schon 1759. 1763 und 1764 nahm er sie wieder auf, arbeitete aber erst ab 1767 ununterbrochen in dieser Technik. Den Unterhalt verdiente er in diesen Jahren vor allem mit Bildnisminiaturen und  Emailmalerei auf Dosen. In den Almanachen und Kalendern der Zeit konnte Chodowiecki dann als Illustrator erste Erfolge erzielen. Später machten ihn seine Kupferstiche in der ganzen Welt berühmt. Chodowiecki illustrierte nicht nur Werke von Gotthold Ephraim Lessing, Johann Wolfgang von Goethe, Friedrich Schiller oder die Titelseiten zum Kinderfreund von Christian Felix Weiße. Auch wissenschaftliche Werke, wie die von Johann Bernhard Basedow, Johann Timotheus Hermes und Christian Gotthilf Salzmann sind mit seinen Stichen bebildert. Auch in den Übersetzungen der Bestseller von Oliver Goldsmith, Miguel de Cervantes Saavedra und Tobias Smollett fanden seine Illustrationen Verwendung.
Dieses enorme Werk (2042 Radierungen) konnte Chodowiecki nur mit einer Werkstatt bewältigen, in der er vieles delegieren konnte. Für ihn arbeiteten einige der besten Kupferstecher, Radierer und Miniaturmaler des Landes. Die Bauplastik am Französischen Dom in Berlin geht zurück auf Entwürfe Chodowieckis. Mit seinen wenigen Gemälden hatte der Künstler nur mäßigen Erfolg.
1773 unternahm Chodowiecki eine zehnwöchige Reise zu seiner Mutter nach Danzig, über die er ein ausführliches Tagebuch führte, das zusammen mit 108 Zeichnungen – heute im Archiv der Akdemie der Künste in Berlin – ein einzigartiges künstlerisches und kulturhistorisches Dokument darstellt.
Ab 1764 war Chodowiecki Mitglied der Königlich-Preußischen Akademie der Künste, die der fast ausschließlich an französischer Kultur orientierte König Friedrich II. bis in die 1770er Jahre so gut wie für verzichtbar hielt. Chodowiecki bemühte sich energisch um Veränderungen. Beim König unterstützte er 1783 die Ernennung seines Freundes Bernhard Rode zum Direktor der Akademie, die nun zu einem angesehenen Platz im deutschen Kunstleben fand. In diesem Jahr formulierte Chodowiecki seine Vorstellungen vom Wesen der Akademie: „Academie ist ein Wort, das eine Versammlung von Künstlern bedeutet, die an einem ihnen angewiesenen Ort, zu gewissen Zeiten zusammen kommen, um sich miteinander über ihre Kunst freundschaftlich zu besprechen, sich ihre Versuche, Einsichten und Erfahrungen mitteilen, einer von dem andern zu lernen, sich mit einander der Vollkommenheit zu nähern suchen.“ 1783 avancierte Chodowiecki zum Sekretär der Akademie und war damit für die akademischen Ausstellungen zuständig. Von 1786 bis 1789 war er Rektor, von 1789 bis 1797 Vizedirektor. An der Akademiereform von 1790 war er maßgeblich beteiligt. Von 1797 bis 1801 – nach Rodes Ableben und bis zu seinem Tod – leitete er die Akademie als Direktor.

## Erinnerung

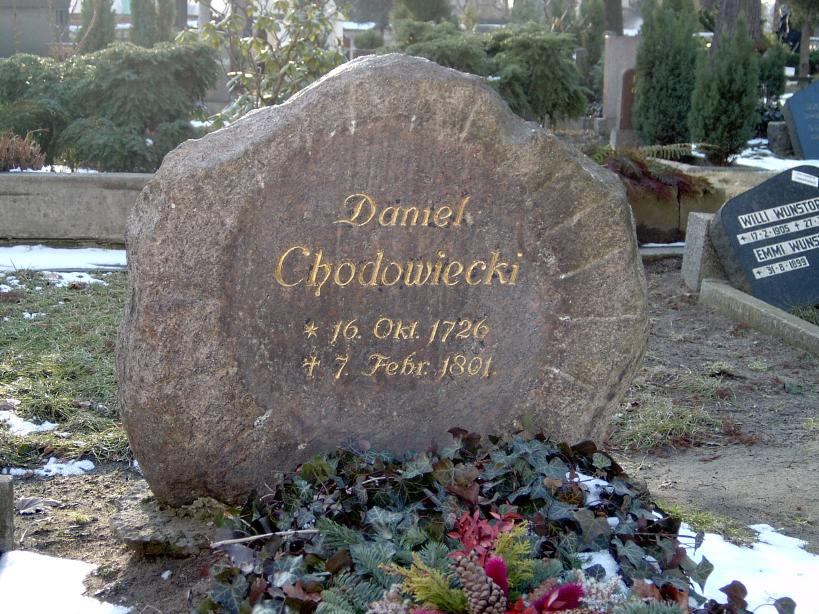
Grab in Berlin

Chodowiecki wohnte ab 1755 in der Brüderstraße (Berlin-Mitte) und später in der Behrenstraße 31. Er starb im Alter von 74 Jahren in Preußens Hauptstadt. Seine letzte Ruhestätte fand er auf dem Französischen Friedhof. Sein Grab ist als Ehrengrab der Stadt Berlin gewidmet. In Berlin-Prenzlauer Berg ist die Chodowieckistraße nach ihm benannt.

## Wertschätzung
Johann Wolfgang von Goethe schätzte den Künstler sehr, trotz einer gewissen thematischen Beschränktheit seines Könnens, und beschrieb ihn in seinen Maximen und Reflexionen wie folgt: „Chodowiecki ist ein sehr respektabler und wir sagen idealer Künstler. Seine guten Werke zeugen durchaus von Geist und Geschmack. Mehr Ideales war in dem Kreise, in dem er arbeitete, nicht zu fordern.“ In Dichtung und Wahrheit heißt es aus Anlass der Nicolaischen Parodie Freuden des jungen Werthers: „Jene Broschüre kam uns bald in die Hände. Die höchst zarte Vignette von Chodowiecki machte mir viel Vergnügen, wie ich denn diesen Künstler über die Maßen verehrte.“
Johann Caspar Lavater schrieb über dessen Physiognomie in seiner Schrift Physiognomische Fragmente, zur Beförderung der Menschenkenntniß und Menschenliebe:

„Vollkommen die idealste Physiognomie eines wohlbeobachtenden, fertigen, fleißigen, witzreichen, fruchtbaren Zeichnergenies! Auch das Künstlerauge (das freilich viele Künstler nicht haben) scheint das Porträt des um mein Werk so verdienten Künstlers zu sein.“

Eine kurze Animation mit dem Titel Chodowiecki, basierend auf Chodowieckis Leben und Werk, wurde 2020 vom polnischen Regisseur Jakub Paczek produziert. Alle Szenen im Film bestehen aus Chodowiecki-Grafiken, die digitalisiert und zu diesem Zweck animiert wurden. Der Film wird kostenlos zur Verfügung gestellt.

## Werke
Das Kunstforum Ostdeutsche Galerie in Regensburg verwahrt über 2500 Druckgrafiken und 14 Zeichnungen von Chodowiecki.

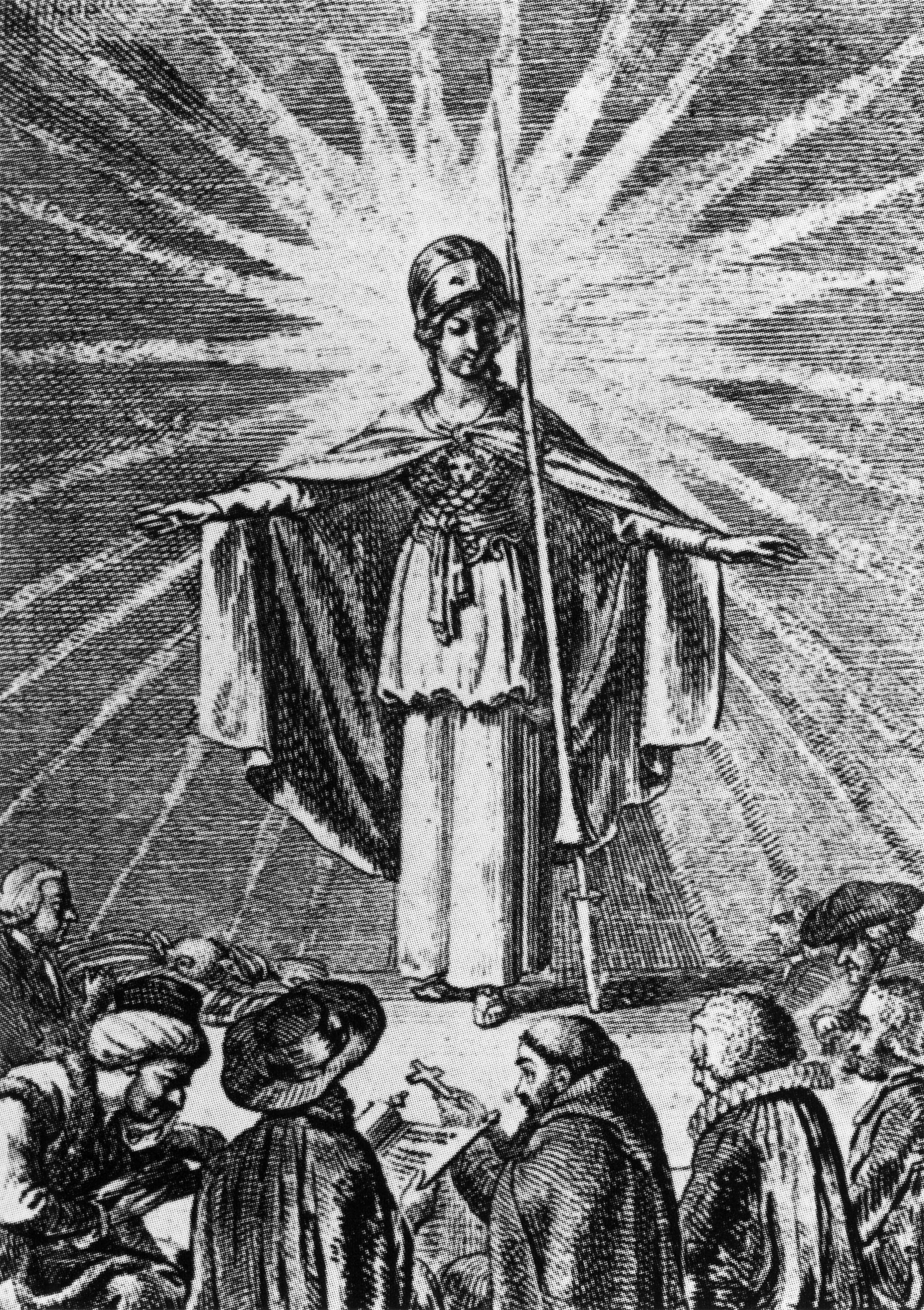
Minerva als Symbol der Toleranz
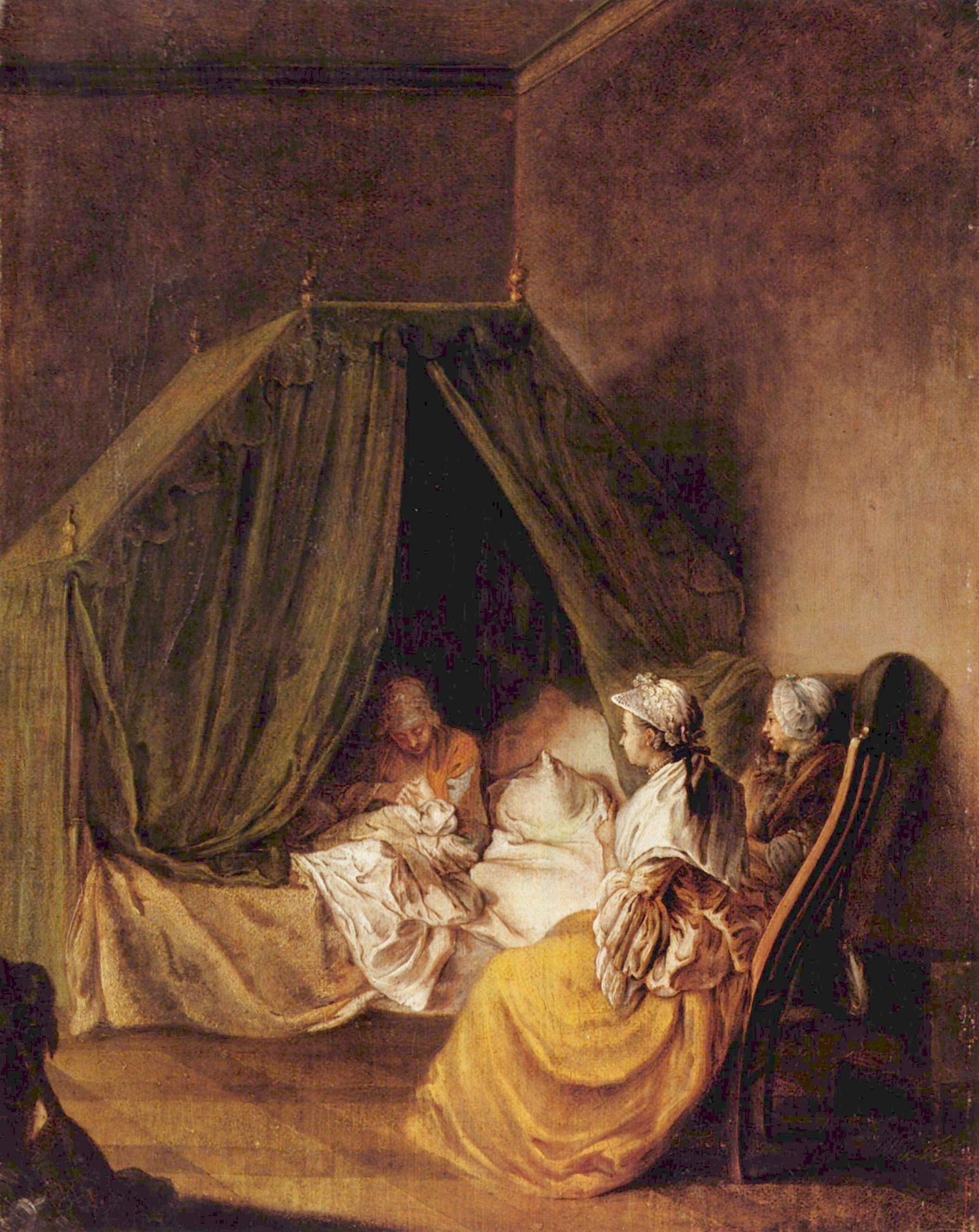
Die Wochenstube
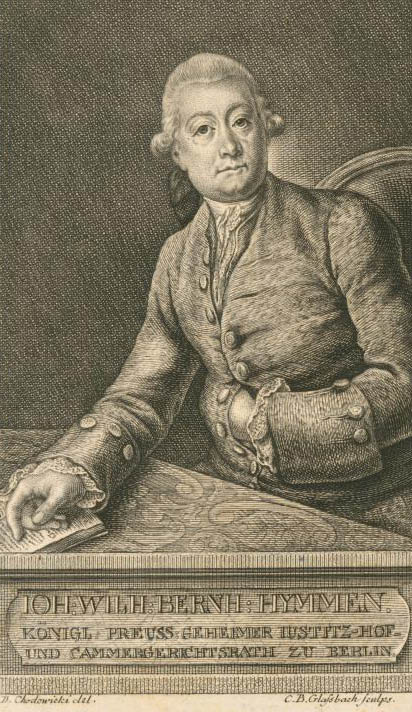
Johann Wilhelm Bernhard von Hymmen
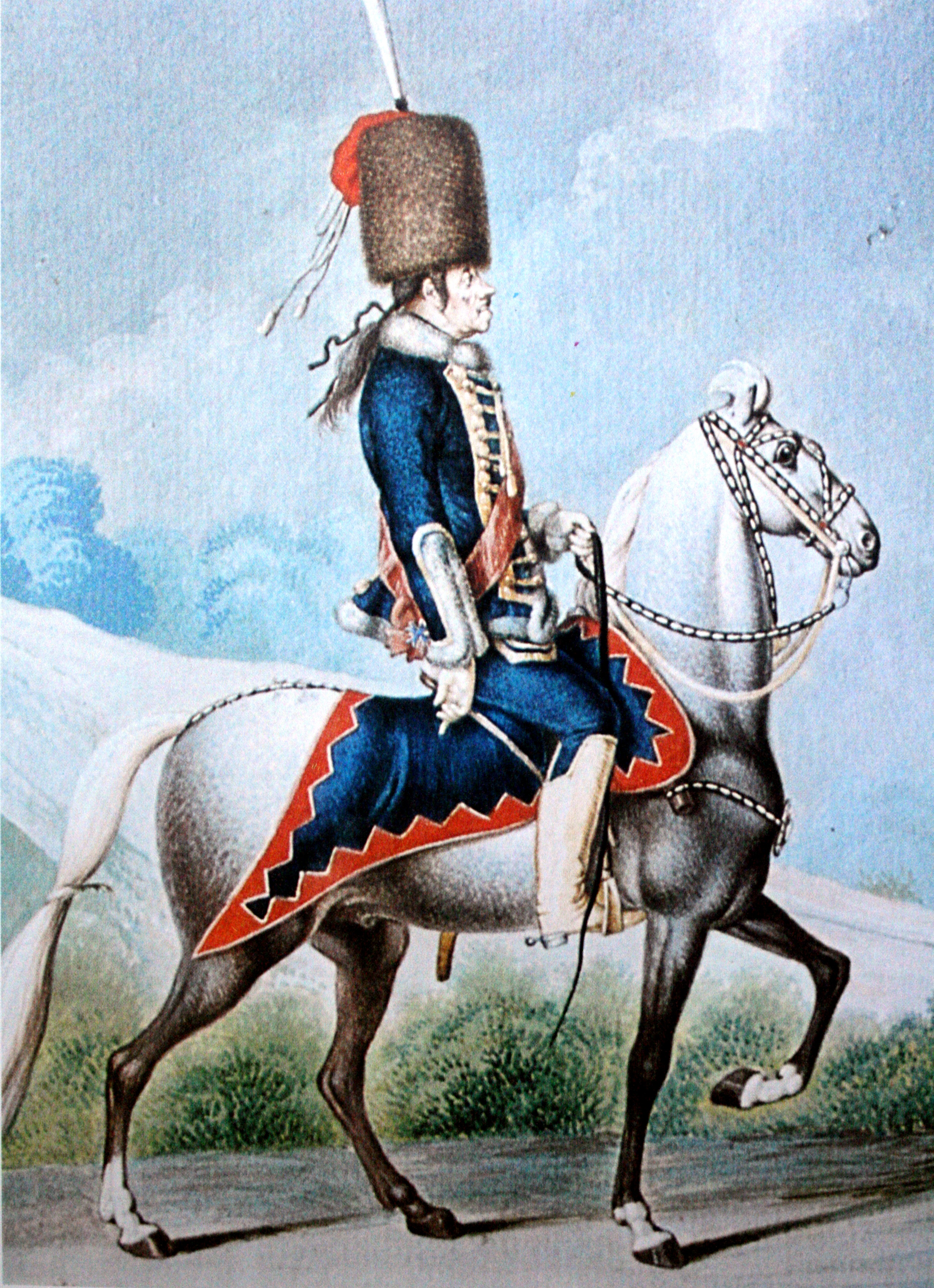
Hans Joachim von Zieten
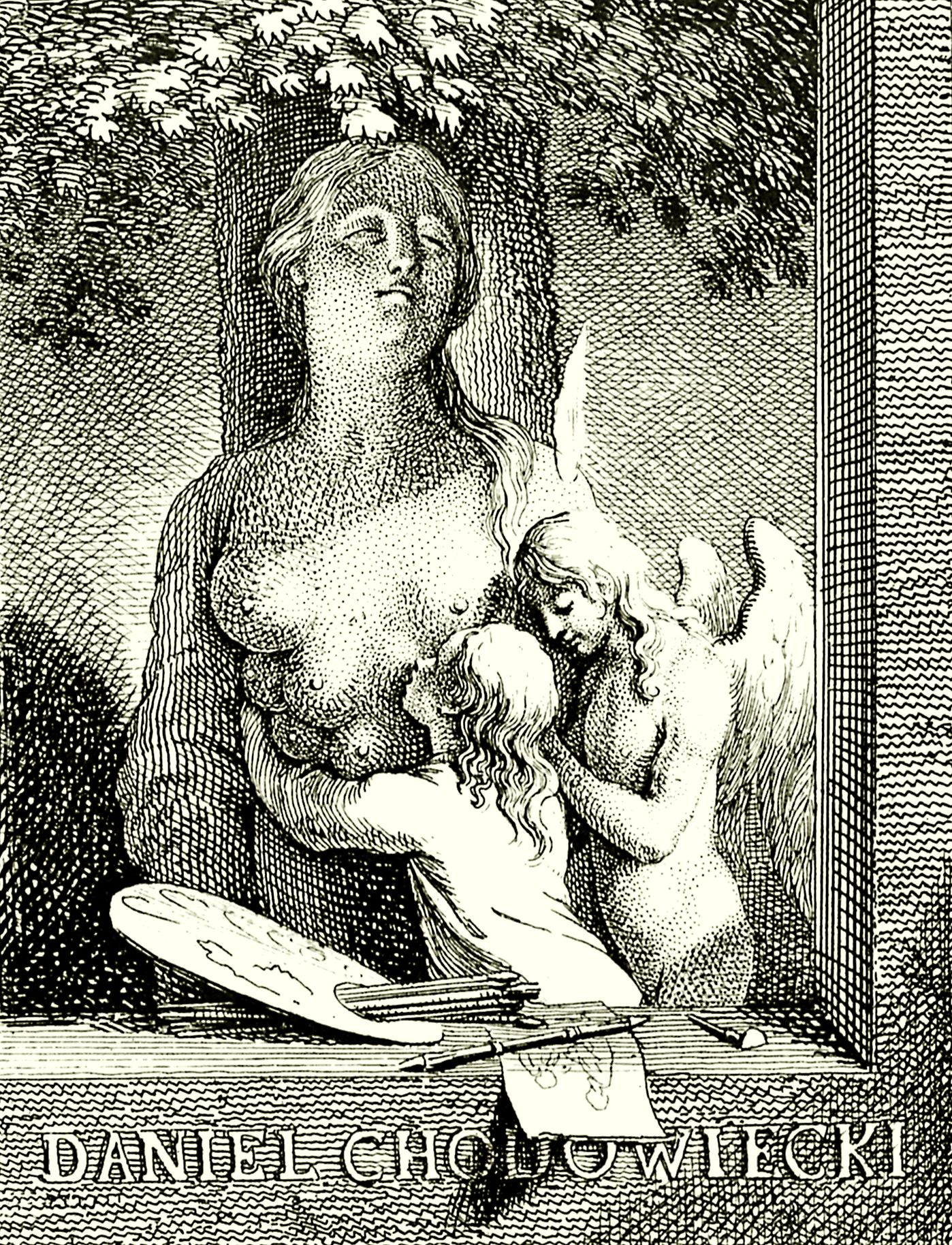
Ex Libris des Künstlers, Kupferstich
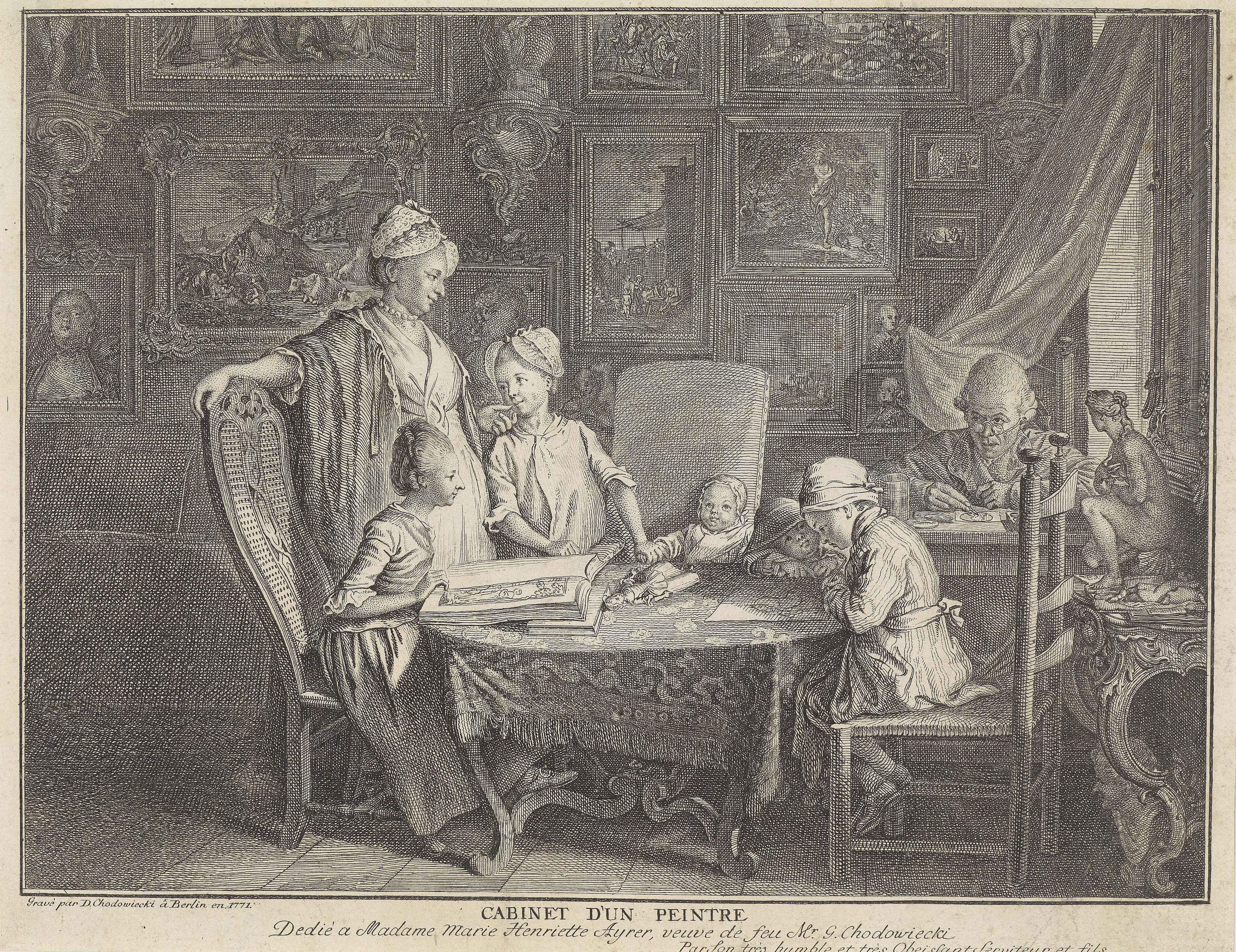
Chodowiecki und seine Familie
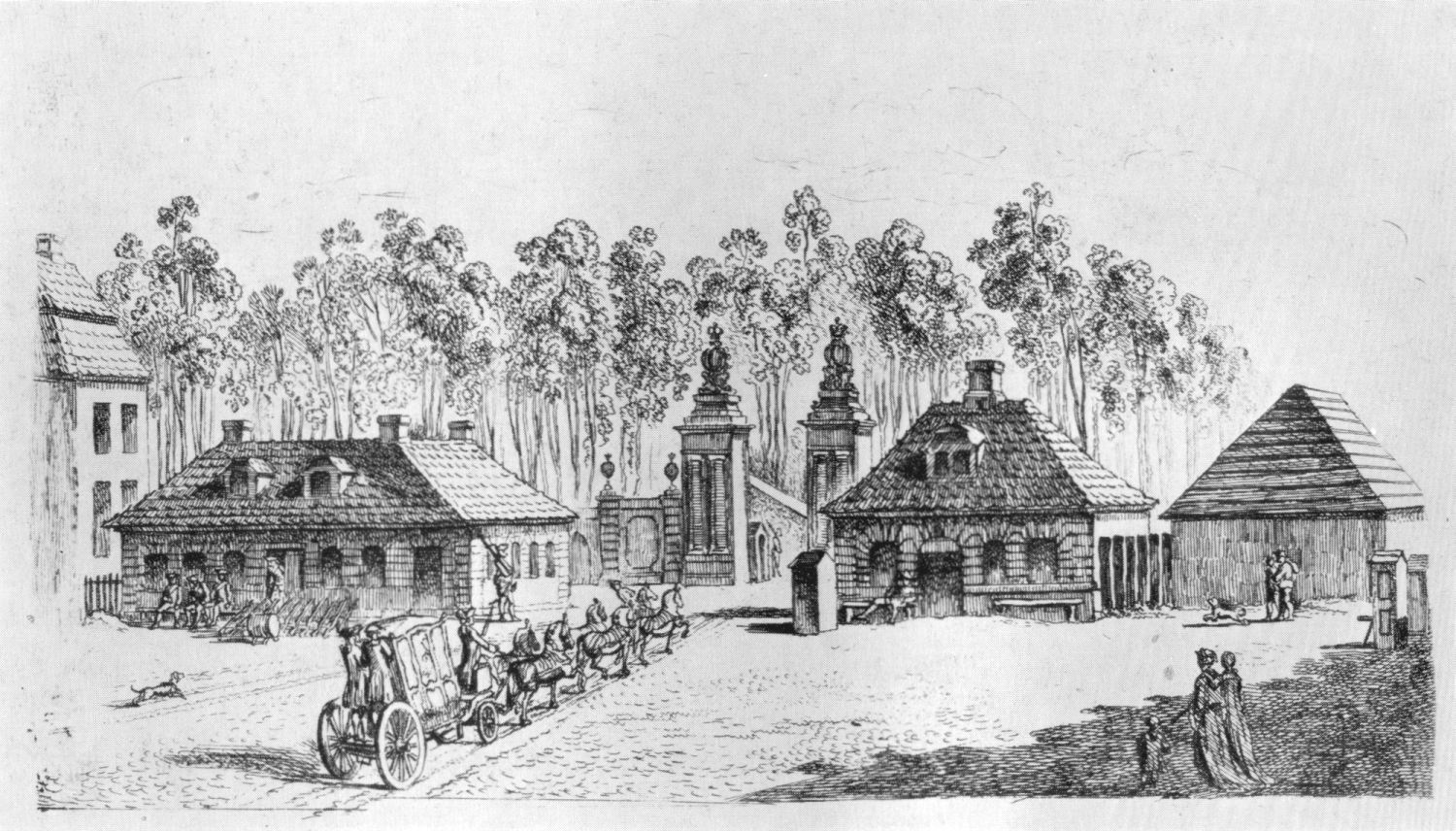
Brandenburger Tor
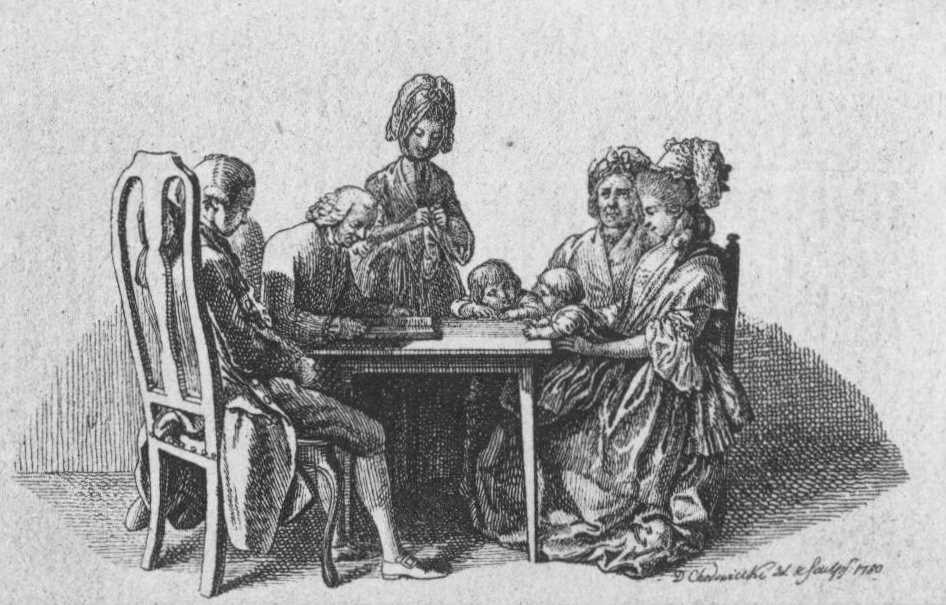
Die Barez, Chodowieckis Schwiegereltern
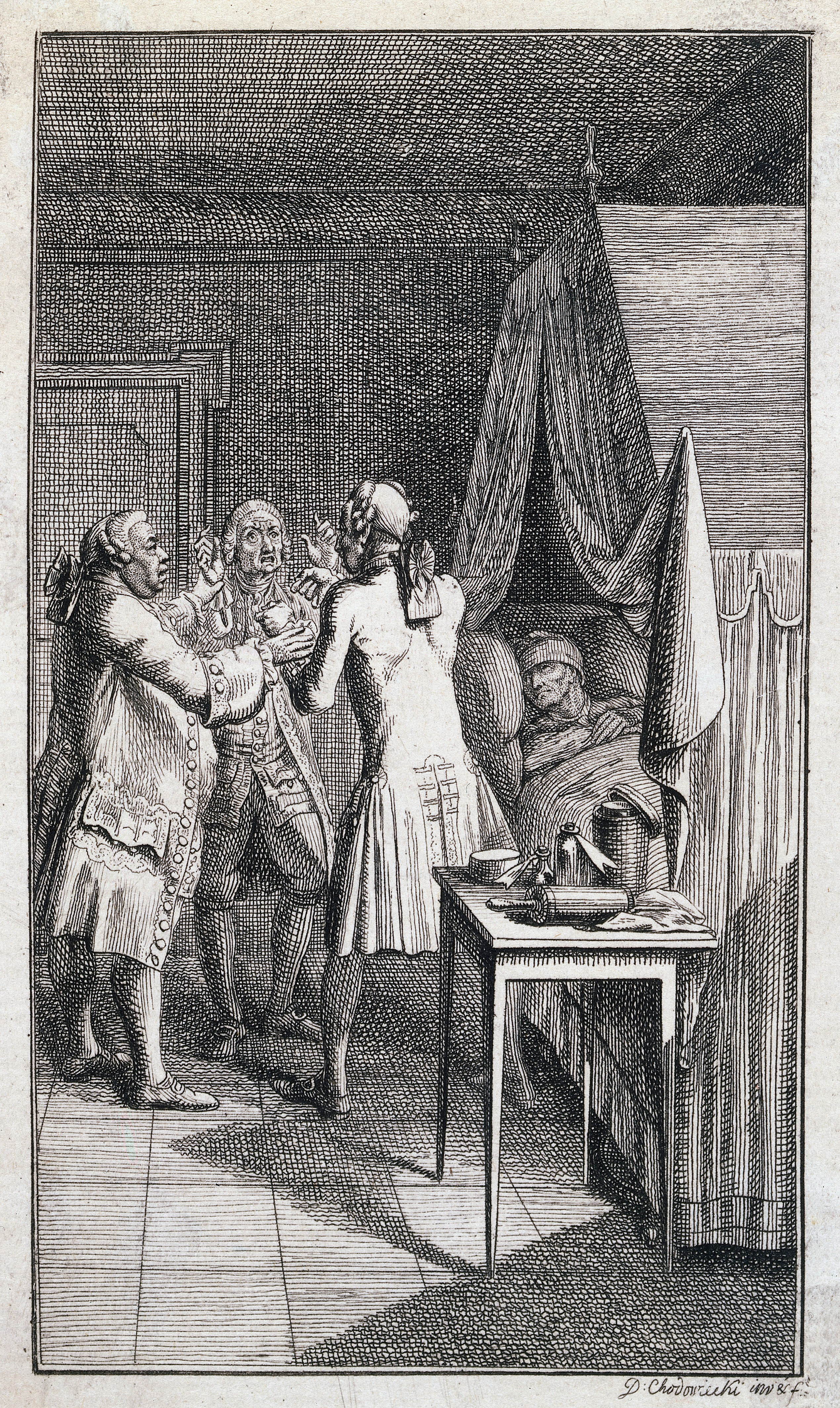
Arztkonsultation
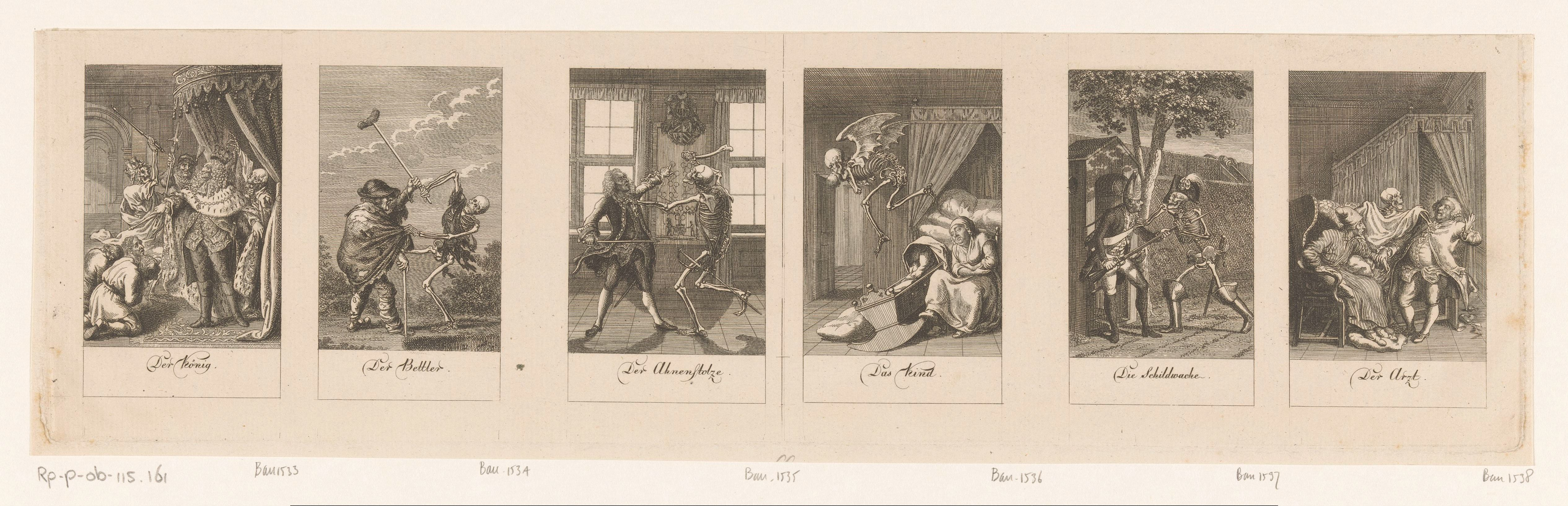
Radierungen aus der Reihe Totentanz von 1791

## Denkmal
Der Berliner Bildhauer Martin Müller schuf eine Marmorstatue Chodowieckis, die 1930 in der Vorhalle des Alten Museums in Berlin aufgestellt wurde.